# Tsiepakjauratj
Tsiepakjauratj är en sjö i Jokkmokks kommun i Lappland och ingår i Luleälvens huvudavrinningsområde. Sjön har en area på 0,0586 kvadratkilometer och ligger 381,1 meter över havet.

## Delavrinningsområde
Tsiepakjauratj ingår i det delavrinningsområde (742697-165536) som SMHI kallar för Utloppet av Kieptijaure. Medelhöjden är 433 meter över havet och ytan är 48,92 kvadratkilometer. Räknas de 3 avrinningsområdena uppströms in blir den ackumulerade arean 180,24 kvadratkilometer. Kieptijåkkå som avvattnar avrinningsområdet har biflödesordning 4, vilket innebär att vattnet flödar genom totalt 4 vattendrag innan det når havet efter 244 kilometer. Avrinningsområdet består mestadels av skog (66 procent) och sankmarker (27 procent). Avrinningsområdet har 2,5 kvadratkilometer vattenytor vilket ger det en sjöprocent på 5,1 procent.